# Mulleripicus fuliginosus
Mulleripicus fuliginosus (торомба мінданайська) — вид дятлоподібних птахів родини дятлових (Picidae). Ендемік Філіппін. Раніше вважався підвидом філіпінської торомби, однак був визнаний окремим видом.

## Опис
Довжина птаха становить 29-30 см. Голова невелика, шия довга і тонка, хвіст довгий, жорсткий, дещо вигнутий вперед на кінці. У самців верхня частина тіла чорнувата, нижня частина тіла більш сіра, на грудях є кілька світлих плям. Голова і горло чорнувато-сірі, поцятковані дрібними білими плямками. У самців під дзьобом є широкі червоні "вуса". Райдужки світло-жовті. Дзьоб довгий, загострений, вузький біля основи, світло-жовтувато-роговий, біля основи більш темний. Лапи бурувато-сірі.

## Поширення і екологія
Мінданайські торомби мешкають на островах Мінданао, Лейте і Самар. Вони живуть у вінчнозеленних тропічних лісах. Зустрічаються поодинці або парами, на висоті до 500 м над рівнем моря. Живляться безхребетними, яких шукають в гнилій деревині у верхніх ярусах лісу, на висоті понад 20 м над землею. Сезон розмноження триває з квітня по серпень.

## Збереження
МСОП класифікує цей вид як вразливий. Мінданайські тромби є рідкісними птахами, яким загрожує знищення природного середовища.